# Borio
Borio es una marca de galletas localizada en Egipto, similar a Oreo. Consiste en dos galletas de chocolate unidas por un relleno de crema.
Aunque Oreo fue creado en los Estados Unidos, en 1912, por Nabisco, Borio es fabricado y distribuido en Egipto por Family Nutrition. 
Kraft Foods Inc. adquirió Nabisco en 2000, y Family Nutrition en 2003, por lo cual ambos productos eran propiedad de la misma empresa matriz. En 2012, Kraft Foods se convirtió en Mondelēz International.